# A Fear the Walking Dead epizódjainak listája
Ez a lista a Fear the Walking Dead című sorozat epizódjainak felsorolását tartalmazza. A sorozat 2015. augusztus 23-án debütált az Amerikai Egyesült Államokban az AMC csatornán. Magyarországon 2015. augusztus 24-től, az amerikai premierrel egy időben látható az AMC Magyarország csatornán eredeti nyelven, majd aznap este 22 órakor magyar szinkronnal látható a csatornán.

## Évadáttekintés
| Évad | Évad | Részek száma | Részek száma | Eredeti sugárzás    | Eredeti sugárzás     | Eredeti adó | Magyar sugárzás     | Magyar sugárzás      | Magyar adó |
| Évad | Évad | Részek száma | Részek száma | Évadbemutató        | Évadzáró             | Eredeti adó | Évadbemutató        | Évadzáró             | Magyar adó |
| ---- | ---- | ------------ | ------------ | ------------------- | -------------------- | ----------- | ------------------- | -------------------- | ---------- |
|      | 1.   | 6            | 6            | 2015. augusztus 23. | 2015. október 4.     | AMC         | 2015. augusztus 24. | 2015. október 5.     | AMC        |
|      | 2.   | 15           | 15           | 2016. április 10.   | 2016. október 2.     | AMC         | 2016. április 11.   | 2016. október 3.     | AMC        |
|      | 3.   | 16           | 16           | 2017. június 4.     | 2017. október 15.    | AMC         | 2017. június 5.     | 2017. október 16.    | AMC        |
|      | 4.   | 16           | 16           | 2018. április 15.   | 2018. szeptember 30. | AMC         | 2018. április 16.   | 2018. október 1.     | AMC        |
|      | 5.   | 16           | 16           | 2019. június 2.     | 2019. szeptember 29. | AMC         | 2019. június 3.     | 2019. szeptember 30. | AMC        |
|      | 6.   | 16           | 16           | 2020. október 11.   | 2021. június 13.     | AMC         | 2020. október 12.   | 2021. június 14.     | AMC        |
|      | 7.   | 16           | 16           | 2021. október 17.   | 2022. június 5.      | AMC         | 2021. október 18.   | 2022. június 6.      | AMC        |
|      | 8.   | 12           | 12           | 2023. május 14.     | 2023. november 19.   | AMC         | 2023. május 15.     | 2023. november 20.   | AMC        |

## Első évad (2015)
| Sor. | Év. | Cím                                           | Rendező         | Író                             | Premier                                   | Nézettség    |
| ---- | --- | --------------------------------------------- | --------------- | ------------------------------- | ----------------------------------------- | ------------ |
| 1.   | 1.  | Bevezető rész (Pilot)                         | Adam Davidson   | Robert Kirkman és Dave Erickson | 2015. augusztus 23. 2015. augusztus 24.   | 10,13 millió |
| 2.   | 2.  | Közel, mégis oly távol (So Close, Yet So Far) | Adam Davidson   | Marco Ramirez                   | 2015. augusztus 30. 2015. augusztus 31.   | 8,19 millió  |
| 3.   | 3.  | A kutya (The Dog)                             | Adam Davidson   | Jack LoGiudice                  | 2015 szeptember 13. 2015. szeptember 14.  | 7,19 millió  |
| 4.   | 4.  | Nem múlik el (Not Fade Away)                  | Kari Skogland   | Meaghan Oppenheimer             | 2015. szeptember 20. 2015. szeptember 21. | 6,62 millió  |
| 5.   | 5.  | Kobalt (Cobalt)                               | Kari Skogland   | David Wiener                    | 2015. szeptember 27. 2015. szeptember 28. | 6,66 millió  |
| 6.   | 6.  | A jó ember (The Good Man)                     | Stefan Schwartz | Robert Kirkman és Dave Erickson | 2015. október 4. 2015. október 5.         | 6,86 millió  |

## Második évad (2016)
| Sor. | Év. | Cím                                   | Rendező           | Író                                                              | Premier                                   | Nézettség   |
| ---- | --- | ------------------------------------- | ----------------- | ---------------------------------------------------------------- | ----------------------------------------- | ----------- |
| 7.   | 1.  | Szörny (Monster)                      | Adam Davidson     | Dave Erickson                                                    | 2016. április 10. 2016. április 11.       | 6,67 millió |
| 8.   | 2.  | Mind elbukunk (We All Fall Down)      | Adam Davidson     | Történet: Brett C. Leonard és Kate Barnow Tévéjáték: Kate Barnow | 2016. április 17. 2016. április 18.       | 5,58 millió |
| 9.   | 3.  | Uroborosz (Ouroboros)                 | Stefan Schwartz   | Alan Page                                                        | 2016. április 24. 2016. április 25.       | 4,73 millió |
| 10.  | 4.  | Vér az utcákon (Blood in the Streets) | Michael Uppendahl | Kate Erickson                                                    | 2016. május 1. 2016. május 2.             | 4,80 millió |
| 11.  | 5.  | Fogoly (Captive)                      | Craig Zisk        | Carla Ching                                                      | 2016. május 8. 2016. május 9.             | 4,41 millió |
| 12.  | 6.  | Mint a szarvas (Sicut Cervus)         | Kate Dennis       | Brian Buckner                                                    | 2016. május 15. 2016. május 16.           | 4,49 millió |
| 13.  | 7.  | Siva (Shiva)                          | Andrew Bernstein  | David Wiener                                                     | 2016. május 22. 2016. május 23.           | 4,39 millió |
| 14.  | 8.  | Groteszk (Grotesque)                  | Daniel Sackheim   | Kate Barnow                                                      | 2016. augusztus 21. 2016. augusztus 22.   | 3,86 millió |
| 15.  | 9.  | A holtak (Los Muertos)                | Deborah Chow      | Alan Page                                                        | 2016. augusztus 28. 2016. augusztus 29.   | 3,66 millió |
| 16.  | 10. | Ne zavarjanak (Do Not Disturb)        | Michael McDonough | Lauren Signorino                                                 | 2016. szeptember 4. 2016. szeptember 5.   | 2,99 millió |
| 17.  | 11. | Pablo és Jessica (Pablo és Jessica)   | Uta Briesewitz    | Kate Erickson                                                    | 2016. szeptember 11. 2016. szeptember 12. | 3,40 millió |
| 18.  | 12. | A só pillére (Pillar of Salt)         | Gerardo Naranjo   | Carla Ching                                                      | 2016. szeptember 18. 2016. szeptember 19. | 3,62 millió |
| 19.  | 13. | A halál napja (Date of Death)         | Christoph Schrewe | Brian Buckner                                                    | 2016. szeptember 25. 2016. szeptember 26. | 3,49 millió |
| 20.  | 14. | Harag (Wrath)                         | Stefan Schwartz   | Kate Barnow                                                      | 2016. október 2. 2016. október 3.         | 3,67 millió |
| 21.  | 15. | Észak (North)                         | Andrew Bernstein  | Dave Erickson                                                    | 2016. október 2. 2016. október 3.         | 3,05 millió |

## Harmadik évad (2017)
| Sor. | Év. | Cím                                                          | Rendező           | Író                              | Premier                                   | Nézettség   |
| ---- | --- | ------------------------------------------------------------ | ----------------- | -------------------------------- | ----------------------------------------- | ----------- |
| 22.  | 1.  | A szemlélő szeme (Eye of the Beholder)                       | Adam Bernstein    | Dave Erickson                    | 2017. június 4. 2017. június 5.           | 3,11 millió |
| 23.  | 2.  | Az új határ (The New Frontier)                               | Stefan Schwartz   | Mark Richard                     | 2017. június 4. 2017. június 5.           | 2,70 millió |
| 24.  | 3.  | TEOTWAWKI (TEOTWAWKI)                                        | Deborah Chow      | Ryan Scott                       | 2017. június 11. 2017. június 12.         | 2,50 millió |
| 25.  | 4.  | 100 (100)                                                    | Alex Garcia Lopez | Alan Page                        | 2017. június 18. 2017. június 19.         | 2,40 millió |
| 26.  | 5.  | Égő vízben, lángvízben (Burning in Water, Drowning in Flame) | Daniel Stamm      | Suzanne Heathcote                | 2017. június 25. 2017. június 26.         | 2,50 millió |
| 27.  | 6.  | Piros piszkok (Red Dirt)                                     | Courtney Hunt     | Wes Brown                        | 2017. július 2. 2017. július 3.           | 2,19 millió |
| 28.  | 7.  | A feltárás (The Unveiling)                                   | Jeremy Webb       | Mark Richard                     | 2017. július 9. 2017. július 10.          | 2,62 millió |
| 29.  | 8.  | A harag gyermekei (Children of Wrath)                        | Andrew Bernstein  | Jami O'Brien                     | 2017. július 9. 2017. július 10.          | 2,40 millió |
| 30.  | 9.  | Minotaurusz (Minotaur)                                       | Stefan Schwartz   | Dave Erickson és Mike Zunic      | 2017. szeptember 10. 2017. szeptember 11. | 2,14 millió |
| 31.  | 10. | A jós (Diviner)                                              | Paco Cabezas      | Ryan Scott                       | 2017. szeptember 10. 2017. szeptember 11. | 2,14 millió |
| 32.  | 11. | Kígyó (La Serpiente)                                         | Josef Wladyka     | Mark Richard és Lauren Signorino | 2017. szeptember 17. 2017. szeptember 18. | 1,99 millió |
| 33.  | 12. | Testvérek (Brother's Keeper)                                 | Alrick Riley      | Wes Brown                        | 2017. szeptember 24. 2017. szeptember 25. | 2,08 millió |
| 34.  | 13. | Ez a föld, a Te földed (This Land Is Your Land)              | Meera Menon       | Suzanne Heathcote                | 2017. október 1. 2017. október 2.         | 2,36 millió |
| 35.  | 14. | Vágóhíd (El Matadero)                                        | Stefan Schwartz   | Alan Page                        | 2017. október 8. 2017. október 9.         | 2,23 millió |
| 36.  | 15. | Rossz dolgok (Things Bad Begun)                              | Andrew Bernstein  | Jami O'Brien                     | 2017. október 15. 2017. október 16.       | 2,23 millió |
| 37.  | 16. | Szánkózás (Sleigh Ride)                                      | Andrew Bernstein  | Dave Erickson és Mark Richard    | 2017. október 15. 2017. október 16.       | 2,23 millió |

## Negyedik évad (2018)
| Sor. | Év. | Cím                                                            | Rendező                  | Író                                                    | Premier                                   | Nézettség   |
| ---- | --- | -------------------------------------------------------------- | ------------------------ | ------------------------------------------------------ | ----------------------------------------- | ----------- |
| 38.  | 1.  | Mi a te sztorid? (What's Your Story?)                          | John Polson              | Scott M. Gimple és Andrew Chambliss és Ian B. Goldberg | 2018. április 15. 2018. április 16.       | 4,09 millió |
| 39.  | 2.  | Egy nap a gyémántban (Another Day in the Diamond)              | Michael E. Satrazemis    | Andrew Chambliss és Ian B. Goldberg                    | 2018. április 22. 2018. április 23.       | 3,07 millió |
| 40.  | 3.  | Jó itt lenni (Good Out Here)                                   | Dan Liu                  | Shintaro Shimosawa                                     | 2018. április 29. 2018. április 30.       | 2,71 millió |
| 41.  | 4.  | Eltemetett (Buried)                                            | Magnus Martens           | Alex Delyle                                            | 2018. május 6. 2018. május 7.             | 2,49 millió |
| 42.  | 5.  | Laura (Laura)                                                  | Michael E. Satrazemis    | Anna Fishko                                            | 2018. május 13. 2018. május 14.           | 2,46 millió |
| 43.  | 6.  | Abban az esetben (Just in Case)                                | Daisy von Scherler Mayer | Richard Naing                                          | 2018. május 20. 2018. május 21.           | 2,31 millió |
| 44.  | 7.  | Az oldal, ahol most vagy (The Wrong Side of Where You Are Now) | Sarah Boyd               | Melissa Scrivner Love                                  | 2018. június 3. 2018. június 4.           | 1,97 millió |
| 45.  | 8.  | Senki nem távozott (No One's Gone)                             | Michael E. Satrazemis    | Ian B. Goldberg és Andrew Chambliss                    | 2018. június 10. 2018. június 11.         | 2,32 millió |
| 46.  | 9.  | Közel egy jobb élethez (Something Close to a Real Life)        | Michael E. Satrazemis    | Andrew Chambliss és Ian Goldberg                       | 2018. augusztus 12. 2018. augusztus 13.   | 1,88 millió |
| 47.  | 10. | Csukd be a szemed (Close Your Eyes)                            | Michael E. Satrazemis    | Shintaro Shimosawa                                     | 2018. augusztus 19. 2018. augusztus 20.   | 1,86 millió |
| 48.  | 11. | A kód (The Code)                                               | Tara Nicole Weyr         | Andrew Chambliss és Alex Delyle                        | 2018. augusztus 26. 2018. augusztus 27.   | 1,83 millió |
| 49.  | 12. | Gyenge (Weak)                                                  | Colman Domingo           | Kalinda Vazquez                                        | 2018. szeptember 2. 2018. szeptember 3.   | 1,52 millió |
| 50.  | 13. | Blackjack (Blackjack)                                          | Sharat Raju              | Ian Goldberg és Richard Naing                          | 2018. szeptember 9. 2018. szeptember 10.  | 1,71 millió |
| 51.  | 14. | MM 54 (MM 54)                                                  | Lou Diamond Phillips     | Anna Fishko és Shintaro Shimosawa                      | 2018. szeptember 16. 2018. szeptember 17. | 1,87 millió |
| 52.  | 15. | Elveszítem az embereket (I Lose People...)                     | David Barrett            | Kalinda Vazquez                                        | 2018. szeptember 23. 2018. szeptember 24. | 2,03 millió |
| 53.  | 16. | Elveszítem magam (... I Lose Myself)                           | Michael E. Satrazemis    | Andrew Chambliss és Ian Goldberg                       | 2018. szeptember 30. 2018. október 1.     | 2,13 millió |

## Ötödik évad (2019)
| Sor. | Év. | Cím                                                          | Rendező               | Író                              | Premier                                   | Nézettség   |
| --- | --- | ------------------------------------------------------------ | --------------------- | -------------------------------- | ----------------------------------------- | ----------- |
| 54. | 1.  | Itt a segítség (Here to Help)                                | Michael E. Satrazemis | Ian Goldberg és Andrew Chambliss | 2019. június 2. 2019. június 3.           | 1,97 millió |
| 55. | 2.  | A fájdalom, ami meg fog történni (The Hurt That Will Happen) | Jessica Lowrey        | Alex Delyle                      | 2019. június 9. 2019. június 10.          | 1,69 millió |
| 56. | 3.  | A hambug szakadék (Humbug's Gulch)                           | Colman Domingo        | Ashley Cardiff                   | 2019. június 16. 2019. június 17.         | 1,76 millió |
| 57. | 4.  | Féknyom (Skidmark)                                           | Tara Nicole Weyr      | Samir Mehta                      | 2019. június 23. 2019. június 24.         | 1,66 millió |
| 58. | 5.  | Mindennek vége (The End of Everything)                       | Sarah Wayne Callies   | Andrew Chambliss és Ian Goldberg | 2019. június 30. 2019. július 1.          | 1,71 millió |
| 59. | 6.  | A kis herceg (The Little Prince)                             | Sharat Raju           | Mallory Westfall                 | 2019. július 7. 2019. július 8.           | 1,49 millió |
| 60. | 7.  | Még mindig áll (Still Standing)                              | Marta Cunningham      | Richard Naing                    | 2019. július 14. 2019. július 15.         | 1,39 millió |
| Alicia tovább keresi a gyerekeket. Morgan Danielt es Charliet keresi a sugárfertőzött helyen. June, Al és Luciana kerozint keresnek a repülőgéphez. |     |                                                              |                       |                                  |                                           |             |
| 61. | 8.  | Van itt valaki? (Is Anybody Out There?)                      | Michael Satrazemis    | Michael Alaimo                   | 2019. július 21. 2019. július 22.         | 1,60 millió |
| 62. | 9.  | 4-es csatorna (Channel 4)                                    | Dan Liu               | David Johnson                    | 2019. augusztus 11. 2019. augusztus 12.   | 1,40 millió |
| 63. | 10. | 210 szó percenként (210 Words Per Minute)                    | Ron Underwood         | Ian Goldberg és Andrew Chambliss | 2019. augusztus 18. 2019. augusztus 19.   | 1,37 millió |
| 64. | 11. | Itt vagy (You're Still Here)                                 | Andrew Bernstein      | Mallory Westfall és Alex Delyle  | 2019. augusztus 25. 2019. augusztus 26.   | 1,44 millió |
| 65. | 12. | Örökmécs (Ner Tamid)                                         | Michael Satrazemis    | Andrew Chambliss és Ian Goldberg | 2019. szeptember 1. 2019. szeptember 2.   | 1,14 millió |
| 66. | 13. | Hagyd itt (Leave What You Don't)                             | Daisy Mayer           | Ashley Cardiff és Nick Bernadone | 2019. szeptember 8. 2019. szeptember 9.   | 1,45 millió |
| 67. | 14. | Ma és holnap (Today and Tomorrow)                            | Sydney Freeland       | David Johnson                    | 2019. szeptember 15. 2019. szeptember 16. | 1,31 millió |
| 68. | 15. | 5-ös csatorna (Channel 5)                                    | David Barrett         | Michael Alaimo és Samir Mehta    | 2019. szeptember 22. 2019. szeptember 23. | 1,34 millió |
| 69. | 16. | Sorvége (End of the Line)                                    | Michael Satrazemis    | Ian Goldberg és Andrew Chambliss | 2019. szeptember 29. 2019. szeptember 30. | 1,51 millió |

## Hatodik évad (2020-2021)
| Sor. | Év. | Cím                                                         | Rendező               | Író                                                | Premier                               | Nézettség   |
| ---- | --- | ----------------------------------------------------------- | --------------------- | -------------------------------------------------- | ------------------------------------- | ----------- |
| 70.  | 1.  | A vége a kezdet (The End Is the Beginning)                  | Michael E. Satrazemis | Andrew Chambliss és Ian Goldberg                   | 2020. október 11. 2020. október 12.   | 1,59 millió |
| 71.  | 2.  | Üdv a klubban (Welcome to the Club)                         | Lennie James          | Nazrin Choudhury                                   | 2020. október 18. 2020. október 19.   | 1,55 millió |
| 72.  | 3.  | Alaska (Alaska)                                             | Colman Domingo        | Mallory Westfall                                   | 2020. október 25. 2020. október 26.   | 1,50 millió |
| 73.  | 4.  | A kulcs (The Key)                                           | Ron Underwood         | David Johnson                                      | 2020. november 1. 2020. november 2.   | 1,28 millió |
| 74.  | 5.  | Drágám (Honey)                                              | Michael E. Satrazemis | Ashley Cardiff                                     | 2020. november 8. 2020. november 9.   | 1,24 millió |
| 75.  | 6.  | Temesd el Jasper lába mellé (Bury Her Next to Jasper's Leg) | Sharat Raju           | Alex Delyle                                        | 2020. november 15. 2020. november 16. | 1,27 millió |
| 76.  | 7.  | Belülről okozott kár (Damage from the Inside)               | Tawnia McKiernan      | Jacob Pinion                                       | 2020. november 22. 2020. november 23. | 1,09 millió |
| 77.  | 8.  | Az ajtó (The Door)                                          | Michael E. Satrazemis | Ian Goldberg és Andrew Chambliss                   | 2021. április 11. 2021. április 12.   | 1,17 millió |
| 78.  | 9.  | Maradó tennivalók (Things Left to Do)                       | Michael E. Satrazemis | Nick Bernardone                                    | 2021. április 18. 2021. április 19.   | 1,12 millió |
| 79.  | 10. | Kezeld óvatosan (Handle with Care)                          | Heather Cappiello     | Ashley Cardiff és David Johnson                    | 2021. április 25. 2021. április 26.   | 1,10 millió |
| 80.  | 11. | A gazdaság (The Holding)                                    | K.C. Colwell          | Channing Powell                                    | 2021. május 2. 2021. május 3.         | 1,03 millió |
| 81.  | 12. | Álmokban (In Dreams)                                        | Michael E. Satrazemis | Andrew Chambliss, Ian Goldberg és Nazrin Choudhury | 2021. május 9. 2021. május 10.        | 0,99 millió |
| 82.  | 13. | J.D. (J.D.)                                                 | Aisha Tyler           | Nick Bernardone és Jacob Pinion                    | 2021. május 16. 2021. május 17.       | 1,09 millió |
| 83.  | 14. | Anya (Mother)                                               | Janice Cooke          | Channing Powell és Alex Delyle                     | 2021. május 23. 2021. május 24.       | 0,94 millió |
| 84.  | 15. | Pennsylvania (USS Pennsylvania)                             | Heather Cappiello     | Nazrin Choudhury és Nick Bernardone                | 2021. június 6. 2021. június 7.       | 0,87 millió |
| 85.  | 16. | A kezdet (The Beginning)                                    | Michael E. Satrazemis | Ian Goldberg és Andrew Chambliss                   | 2021. június 13. 2021. június 14.     | 1,05 millió |

## Hetedik évad (2021-2022)
| Sor. | Év. | Cím                                     | Rendező               | Író                                            | Premier                               | Nézettség   |
| ---- | --- | --------------------------------------- | --------------------- | ---------------------------------------------- | ------------------------------------- | ----------- |
| 86.  | 1.  | A strandon (The Beacon)                 | Michael E. Satrazemis | Ian Goldberg és Andrew Chambliss               | 2021. október 17. 2021. október 18.   | 1,09 millió |
| 87.  | 2.  | 6 órán át (Six Hours)                   | Michael E. Satrazemis | Andrew Chambliss és Ian Goldberg               | 2021. október 24. 2021. október 25.   | 0,96 millió |
| 88.  | 3.  | Cindy Hawkins (Cindy Hawkins)           | Ron Underwood         | Nick Bernardone és Jacob Pinion                | 2021. október 31. 2021. november 1.   | 0,87 millió |
| 89.  | 4.  | Lélegezz velem (Breathe with Me)        | Tara Nicole Weyr      | Nazrin Choudhury és David Johnson              | 2021. november 7. 2021. november 8.   | 0,73 millió |
| 90.  | 5.  | Míg a halál el nem választ (Till Death) | Lennie James          | Justin Boyd és Ashley Cardiff                  | 2021. november 14. 2021. november 15. | 0,93 millió |
| 91.  | 6.  | Rekultiváció (Reclamation)              | Bille Woodruff        | Alex Delyle és Calaya Michelle Stallworth      | 2021. november 21. 2021. november 22. | 0,88 millió |
| 92.  | 7.  | A portré (The Portrait)                 | Heather Cappiello     | Nick Bernardone                                | 2021. november 28. 2021. november 29. | 0,94 millió |
| 93.  | 8.  | PADRE (PADRE)                           | Michael E. Satrazemis | Ian Goldberg és Andrew Chambliss               | 2021. december 5. 2021. december 6.   | 0,84 millió |
| 94.  | 9.  | Kövess engem! (Follow Me)               | Heather Cappiello     | Andrew Chambliss és Ian Goldberg               | 2022. április 17. 2022. április 18.   | 0,84 millió |
| 95.  | 10. | Gyászköpeny (Mourning Cloak)            | Lennie James          | Nazrin Choudhury és Calaya Michelle Stallworth | 2022. április 24. 2022. április 25.   | 0,79 millió |
| 96.  | 11. | Ofelia (Ofelia)                         | Alycia Debnam-Carey   | Alex Delyle és David Johnson                   | 2022. május 1. 2022. május 2.         | 0,74 millió |
| 97.  | 12. | Kisfiú (Sonny Boy)                      | Ron Underwood         | Justin Boyd és Jacob Pinion                    | 2022. május 8. 2022. május 9.         | 0,72 millió |
| 98.  | 13. | A tutaj (The Raft)                      | Gary Rake             | Nazrin Choudhury és Nick Bernardone            | 2022. május 15. 2022. május 16.       | 0,74 millió |
| 99.  | 14. | Isteni gondviselés (Divine Providence)  | Edward Ornelas        | Alex Delyle és David Johnson                   | 2022. május 22. 2022. május 23.       | 0,66 millió |
| 100. | 15. | Amina (Amina)                           | Michael Satrazemis    | Ian Goldberg és Andrew Chambliss               | 2022. május 29. 2022. május 30.       | 0,60 millió |
| 101. | 16. | Elmúlt (Gone)                           | Sharat Raju           | Ian Goldberg és Andrew Chambliss               | 2022. június 5. 2022. június 6.       | 0,71 millió |

## Nyolcadik évad (2023)
| Sor. | Év. | Cím                                                              | Rendező               | Író                                             | Premier                               | Nézettség   |
| ---- | --- | ---------------------------------------------------------------- | --------------------- | ----------------------------------------------- | ------------------------------------- | ----------- |
| 102. | 1.  | Emlékezz, mit vettek el tőled (Remember What They Took from You) | Michael E. Satrazemis | Ian Goldberg és Andrew Chambliss                | 2023. május 14. 2023. május 15.       | 0,56 millió |
| 103. | 2.  | Kék szajkó (Blue Jay)                                            | Heather Cappielo      | Andrew Chambliss és Ian Goldberg                | 2023. május 21. 2023. május 22.       | 0,47 millió |
| 104. | 3.  | Odessa (Odessa)                                                  | Ron Underwood         | Andrew Chambliss és Ian Goldberg                | 2023. május 28. 2023. május 29.       | 0,47 millió |
| 105. | 4.  | King-megye (King County)                                         | Kenneth Requa         | Andrew Chambliss és Ian Goldberg                | 2023. június 4. 2023. június 5.       | 0,46 millió |
| 106. | 5.  | Több idő, mint gondolnád (More Time Than You Know)               | Heather Cappielo      | Ian Goldberg és Andrew Chambliss                | 2023. június 11. 2023. június 12.     | 0,55 millió |
| 107. | 6.  | Csak vöröset látok (All I See Is Red)                            | Michael E. Satrazemis | Nazrin Choudhury és Justin Boyd                 | 2023. június 18. 2023. június 19.     | 0,46 millió |
| 108. | 7.  | Anton (Anton)                                                    | Danay García          | Nazrin Choudhury és Justin Boyd                 | 2023. október 22. 2023. október 23.   | 0,54 millió |
| 109. | 8.  | Vastigris (Iron Tiger)                                           | S.J. Main Muñoz       | Nick Bernardone és Jacob Pinion                 | 2023. október 29. 2023. október 30.   | 0,52 millió |
| 110. | 9.  | Szentély (Sanctuary)                                             | Phil McLaughlin       | Justin Boyd és David Johnson                    | 2023. november 5. 2023. november 6.   | 0,50 millió |
| 111. | 10. | Életben tartani (Keeping Her Alive)                              | James Armstrong       | Nazrin Choudhury és Calaya Michelle Stallworth  | 2023. november 12. 2023. november 13. | 0,47 millió |
| 112. | 11. | Harcolni, mint te (Fighting Like You)                            | Haifaa al-Mansour     | Nick Bernardone, Jacob Pinion és Kelly Costello | 2023. november 19. 2023. november 20. | 0,44 millió |
| 113. | 12. | Az előttünk álló út (The Road Ahead)                             | Michael E. Satrazemis | Ian Goldberg és Andrew Chambliss                | 2023. november 19. 2023. november 20. | 0,44 millió |